# Luni (Itàlia)

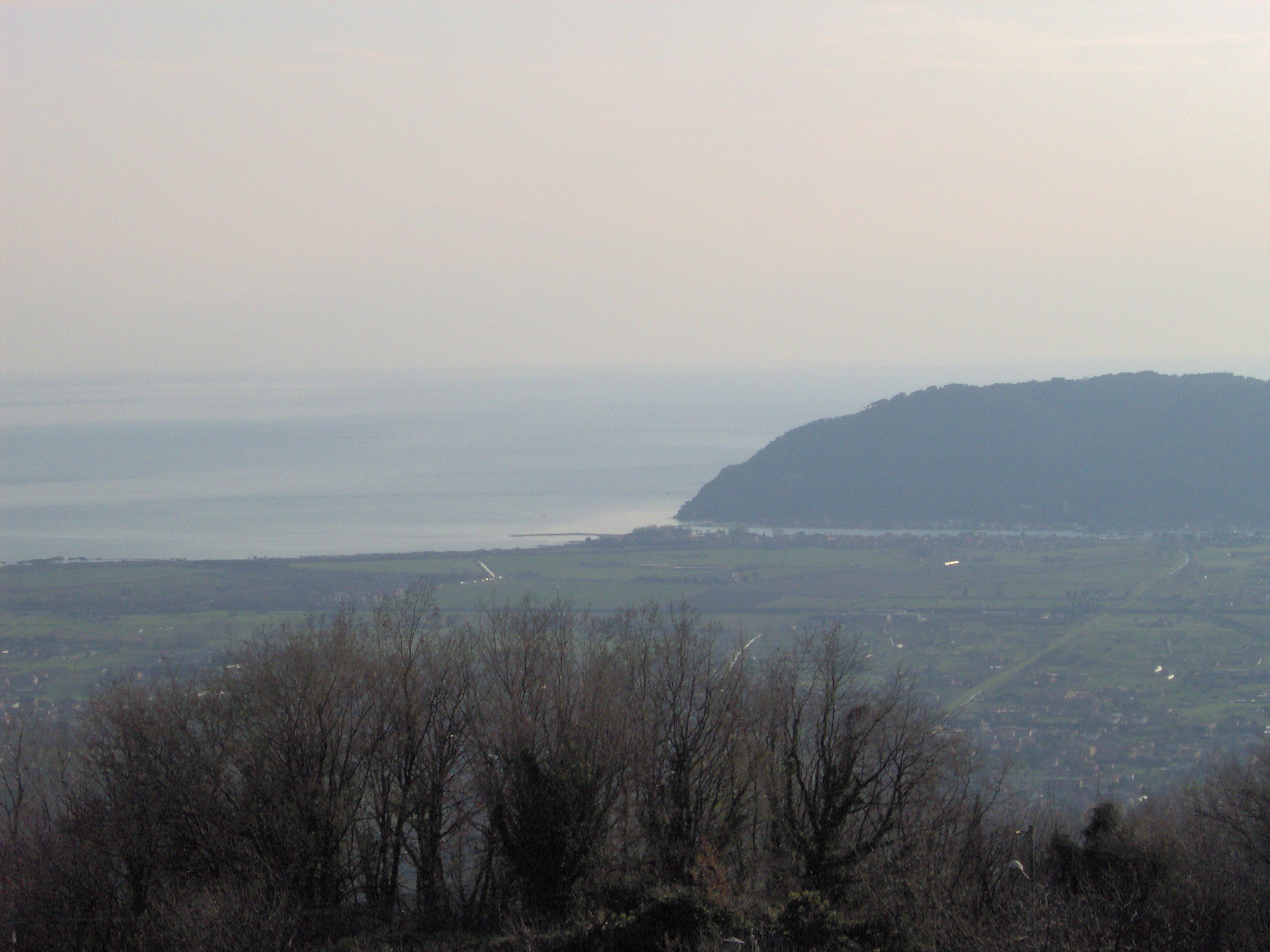
Luni

Luni és una població abandonada i és el nom d'una frazione de la comune (municipi) d'Ortonovo a la província de La Spezia, situada a la part més oriental de la regió de Ligúria d'Itàlia. Compta amb les runes d'un amfiteatre romà del segle I i té un museu arqueològic.

## Història
Luni va ser fundada pels antics romans l'any 177 aC amb el nom de Luna, a la desembocadura del riu Magra, i utilitzada per combatre els lígurs. Tenia pedreres de marbre blanc. Plini el Vell considerava que els grans formatges de Luna eren els millors d'Etrúria.
A causa de la malària i del reblaniment pel llim del port Luna, la ciutat va entrar en declivi. L'any 1058 tota la població es traslladà a Sarzana, mentre altres refugiats van fundar Ortonovo i Nicola.
L'any 1442, es van identificar les restes, encara visibles, amb Luni i es va reconèixer que el Golf de La Spezia era el seu port. El papa Pius II, el 1461, va prohibir que continués l'espoli de les ruïnes de Luni, tanmateix el Palazzo del Commune de Sarzana (1471) va ser construït amb pedres que provenien d'allà.

### Excavació arqueològica
Luni va ser excavat a la dècada de 1970 i es van trobar peces que actualment són al museu arqueològic de Luni.

## Galeria

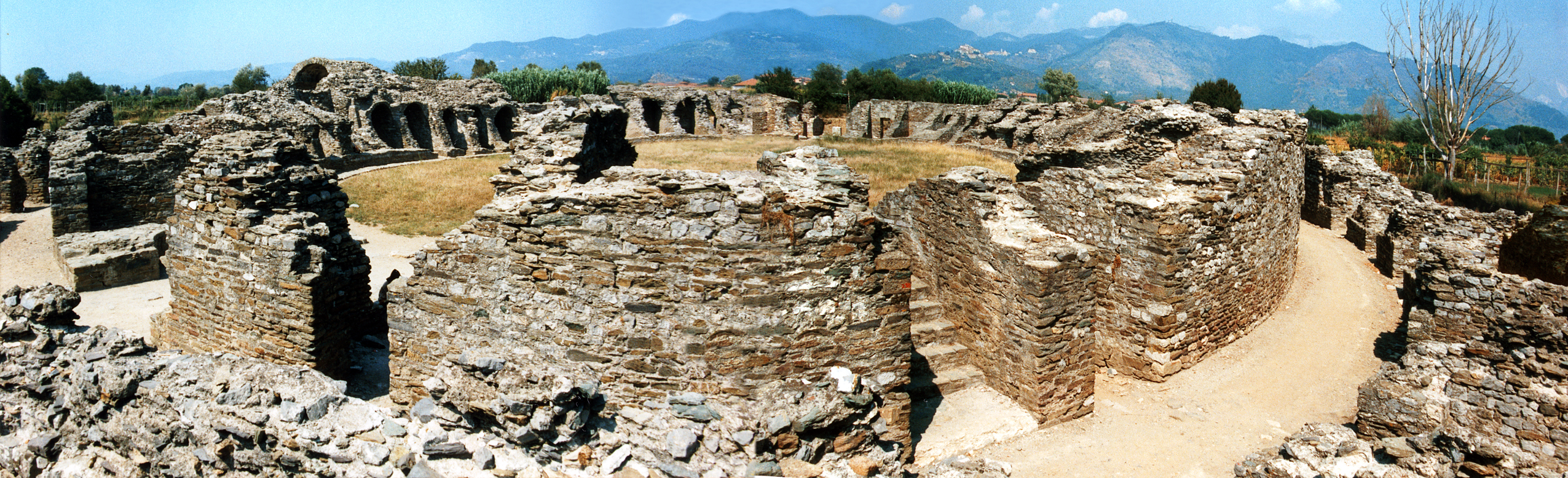
Amfiteatre de Luna
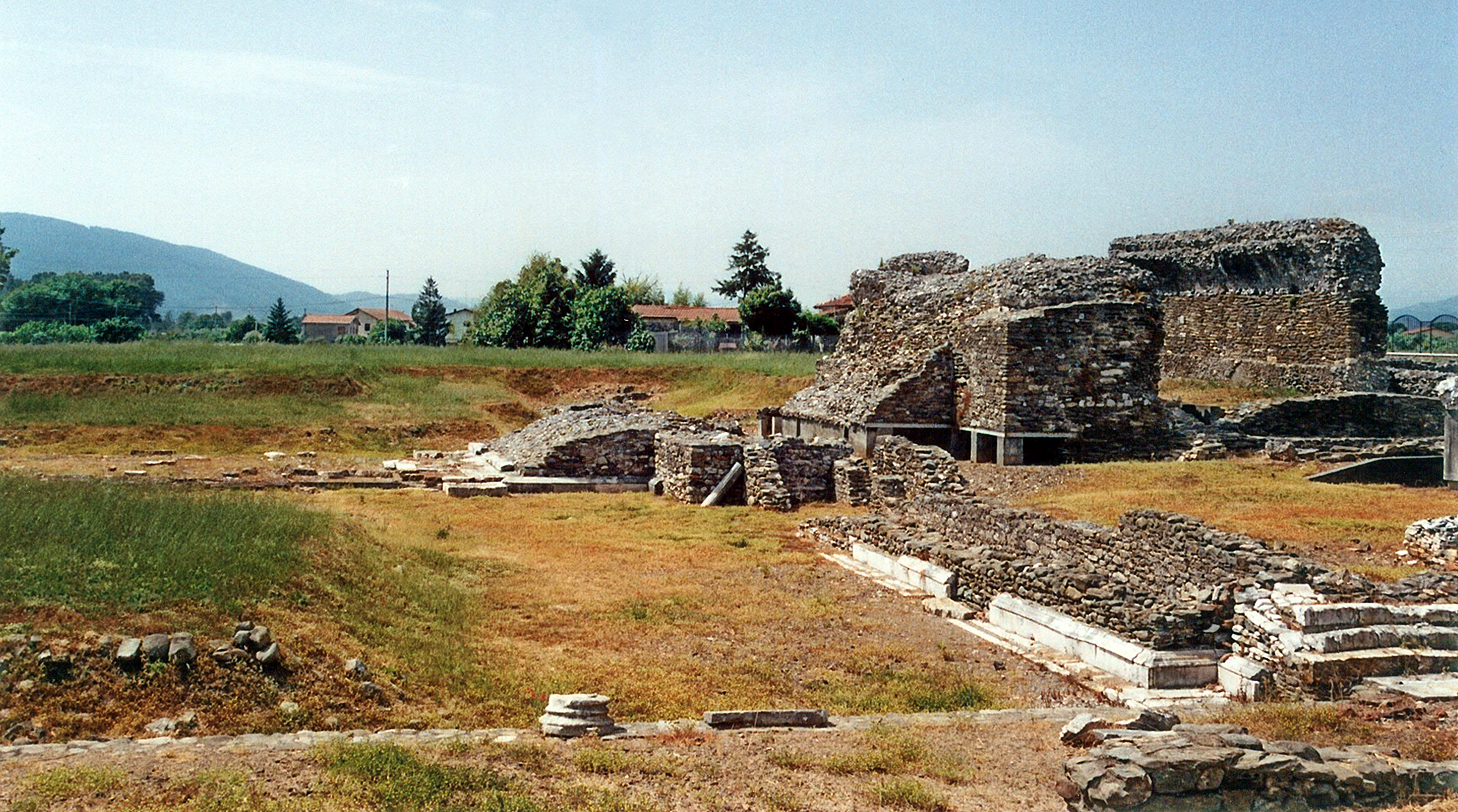
Temple de Luna
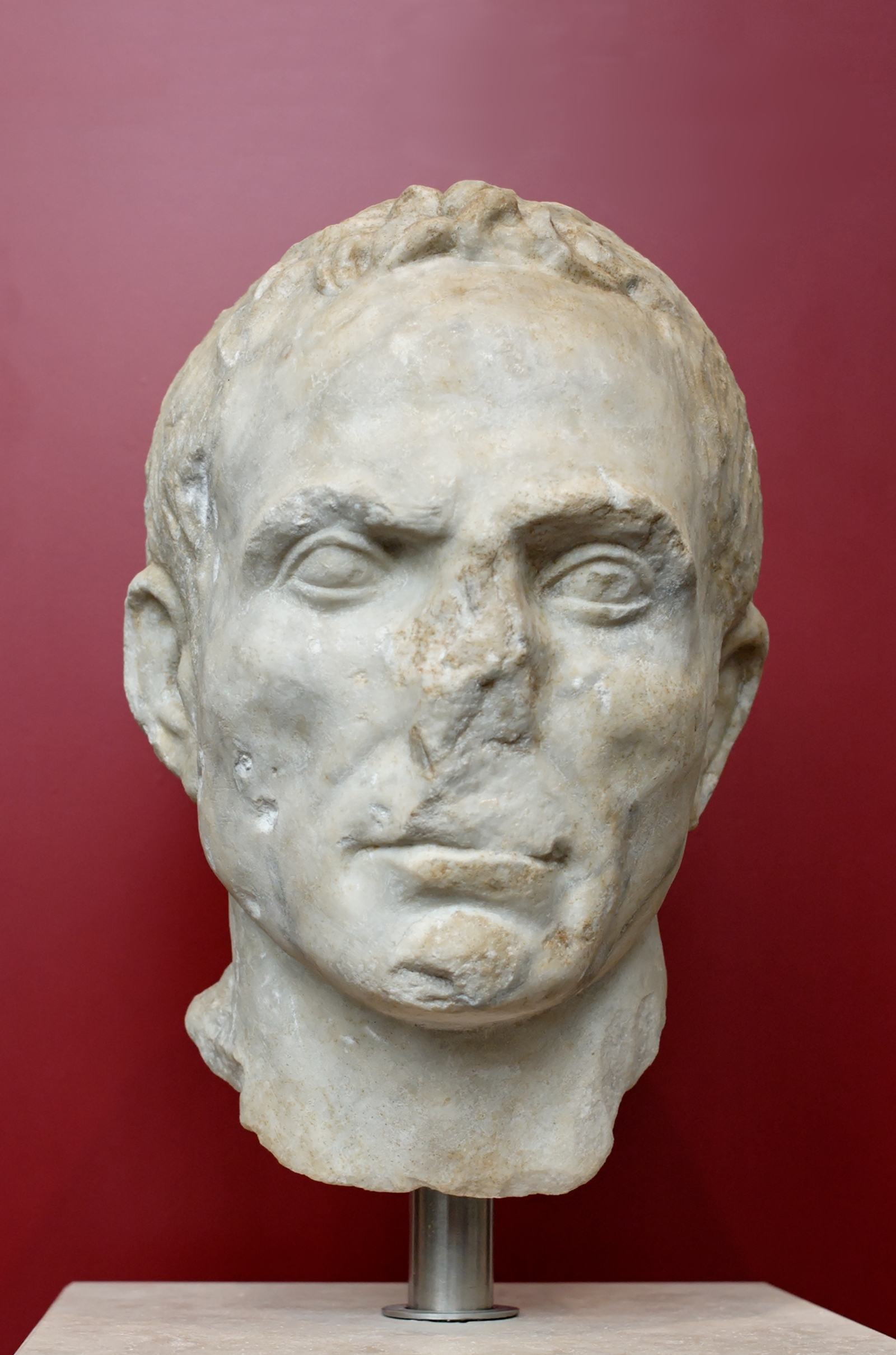
Retrat fet amb marbre de Luni (43 a.C)